# Человек с Земли
«Человек с Земли» (англ. The Man from Earth) — научно-фантастический фильм 2007 года, снятый режиссёром Ричардом Шенкманом по сценарию Джерома Биксби. Премьера состоялась на фестивале Комик-Кон в 2007. В том же году он вышел на DVD. Главные роли исполнили Дэвид Ли Смит и Тони Тодд. Популярность картине принесла возможность скачивания её через интернет.
Действие фильма происходит в одном месте на протяжении вечера и ночи, во время которых несколько знакомых обсуждают неожиданное заявление одного из них о том, что он, не старея, живёт на Земле уже 14 тысяч лет.
Картина получила две награды на «Международном кинофестивале в Род-Айленде» за лучшую постановку и лучший сценарий.

## Сюжет
Профессор университета Джон Олдмэн, проработавший там ровно 10 лет, неожиданно увольняется и собирается уезжать. Узнав о намечающемся отъезде, к нему домой приезжают попрощаться его друзья и коллеги — биолог Гарри, антрополог Дэн, историк Сэнди, историк искусств Эдит, археолог Арт и его студентка Линда. Позже к ним присоединяется вызванный Артом пожилой психиатр, доктор Грубер.
Устав уходить от вопросов о том, почему он так внезапно решил всё бросить и уехать, Джон неожиданно признаётся друзьям в том, что в действительности он является «пещерным человеком», кроманьонцем мадленской культуры, родившимся 14 тысяч лет назад, однако по достижении определённого возраста (около 35 лет) переставшим стареть и дожившим до наших дней. У него очень высокая способность к регенерации, он восстанавливается после самых тяжёлых болезней, на его теле не остаётся шрамов. Из-за того, что окружающие замечают неизменность его внешности, Джон вынужден каждые 10 лет переезжать на новое место, где его никто не знает, и менять имя и образ жизни. Иногда через несколько десятилетий он даже возвращается на старое место, выдавая себя за собственного сына.
Выйдя вместе с Джоном к машине, Сэнди признаётся ему в любви. Олдмэн с горечью говорит, что, что бы между ними ни случилось, через 10 лет он вынужден будет уйти, как уходил всегда, тысячи лет подряд. Сэнди с грустной улыбкой размышляет вслух: её отец ушёл ещё до того, как она родилась, следующий брак её матери не продлился и трёх лет — так что десять лет это почти вечность.
Отвечая на вопросы друзей, которые не сразу воспринимают его слова всерьёз, Джон вкратце рассказывает о своей жизни, которая протекала в самых разных странах и в разные эпохи: Джон был и шумером, и вавилонянином, и финикийским моряком. И учеником Будды, и приятелем Ван Гога — подаренная им когда-то картина, сейчас названная «неплохой копией» и небрежно засунутая в багажник, до глубины души поразила Эдит, профессионального искусствоведа. Он не возрождался, не реинкарнировался в новое тело, он просто перебирался на новое место и продолжал жить дальше. Получил в разное время с десяток учёных степеней в разных науках (но, например, сегодня спорить с Гарри не возьмётся, поскольку его степень по биологии получена в Оксфорде в середине девятнадцатого века). На Новой Гвинее есть племя, которое до сих пор поклоняется ему как бессмертному богу — иногда, раз в полстолетия, Джон старается вернуться туда, «отдохнуть душой».
Более того, провоцируемый любопытными расспросами, в конце концов он вынужден рассказать, что после встречи с Буддой решил проповедовать людям его учение, однако, вернувшись из Индии к Средиземному морю, не был понят, — и якобы со временем, в результате случайных и намеренных искажений истории, эти события стали известны как описание жизни Христа. Последнее заявление вызывает особый интерес слушателей и яростное возмущение набожной христианки Эдит, которая обвиняет Джона в богохульстве.
Поддавшись фактическому шантажу Грубера, начавшего всерьёз угрожать Олдмэну изоляцией и принудительным лечением, Джон вынужден согласиться, что выдумал всю свою историю, что всё это — спонтанный весёлый розыгрыш. В сомнениях гости разъезжаются, остаются только влюблённая в Джона Сэнди и припозднившийся Грубер. Отвечая на вопрос Сэнди о неслучайности имён, которыми он пользовался в разные эпохи (по имени Джон старался оставаться Джоном, его исходное имя звучало очень похоже; но фамилию выбирал с немалым озорством: Джон Олдмэн — «старый человек», Джон Севидж — «дикарь», Джон Пэлио — «палеолитический» и т. п.), Джон походя упоминает, как он называл себя 60 лет назад, когда преподавал химию в Бостоне (Джон Томас Пати, John T. Party, в честь «Boston Tea Party»). И ошеломлённый Грубер, отец которого ушёл от его матери, когда ему ещё не было и десяти лет, внезапно осознаёт, что его отцом был именно Джон — он помнит, как звали мать Грубера, как звали их собаку, как маленький Уилли всё время мёрз и дёргал отца за бороду, чтобы проверить, настоящая ли она… Острый сердечный приступ оказывается фатальным для 60-летнего психиатра. Джон грустно признаётся Сэнди, что за тысячи и тысячи лет у него на руках впервые умирает его взрослый ребёнок.
После того, как полиция и скорая помощь увозят тело доктора, Джон, загрузив в пикап минимум вещей, отъезжает от опустевшего дома. Но внезапно останавливается, поджидая Сэнди, которая подходит к его машине, чтобы забраться на пассажирское сиденье.

## В ролях
- Дэвид Ли Смит — профессор Джон Олдмэн
- Тони Тодд — Дэн
- Джон Биллингсли — Гарри
- Эллен Кроуфорд[англ.] — Эдит
- Анника Питерсон — Сэнди
- Уильям Кэтт — Арт
- Алексис Торп — Линда Мёрфи
- Ричард Рили — доктор Уилл Грубер

## Саундтрек
«7th Symphony — 2nd Movement»
- Композитор Людвиг ван Бетховен

«Forever»
- Автор текста Ричард Шенкман
- Композитор Марк Хинтон Стюарт

## Продвижение
Росту популярности фильма во многом способствовала нелегальная публикация его экранной копии в сети посредством сайта ReleaseLog. Продюсер картины Эрик Вилкинсон, приятно удивлённый этим обстоятельством, направил благодарственное письмо сайту ReleaseLog, отметив, что при столь низком бюджете, свойственном независимому производству, создатели фильма не имеют средств, выделенных специально на рекламу, которой послужила пиратская публикация в сети. Продюсер заявил, что и в будущем не будет иметь претензий к подобным действиям, добавив: «Когда я сделаю следующую картину, возможно, я сам загружу её в сеть!».
В ответ на это письмо администрация сайта ReleaseLog призвала сообщество поддержать производителей покупкой официального DVD-издания картины.

## Номинации и награды
- 2007 — гран-при «Rhode Island International Film Festival» в категории «Лучший сценарий».
- 2007 — первый приз «Rhode Island International Film Festival» в категории «Лучший художественный фильм».
- 2008 — номинация на премию «Сатурн» в категории «Лучшее DVD-издание фильма»[10].

## Продолжение
В июне 2016 года начались съёмки продолжения под названием «Человек с земли: Голоцен», премьера которого состоялась в 2017 году. Деньги на свою картину Шенкман и Вилкинсон собирали через Кикстартер. По мотивам сценария Биксби адаптированного Шенкманом была создана одноименная театральная постановка.